# Thừa kế
Thừa kế là việc thực thi chuyển giao tài sản, lợi ích, nợ nần, các quyền, nghĩa vụ từ một người đã chết sang một người còn sống nào đó (cá nhân hoặc tổ chức). Thừa kế có vai trò quan trọng từ rất lâu trong xã hội loài người. Các luật thừa kế thay đổi liên tục tùy theo cơ cấu xã hội.

## Lịch sử
Các nghiên cứu nhân học và xã hội học chi tiết đã được thực hiện về phong tục thừa kế phụ hệ, nơi mà chỉ có con trai mới được kế thừa. Một số nền văn hoá sử dụng sự kế thừa mẫu hệ, nơi tài sản chỉ có thể trao cho con gái, thông thường dành cho các con trai của em gái của người quá cố; mà còn ở một số xã hội, thừa kế đi từ mẹ sang con gái. Một số xã hội cổ đại và các quốc gia hiện đại nhất sử dụng thừa kế quân bình, không phân biệt đối xử dựa trên giới tính và/hoặc thứ tự sinh ra.

## Thuế
Nhiều tiểu bang tại Mỹ có thuế thừa kế hoặc các nghĩa vụ về cái chết, tính trên tổng giá trị của di sản người đã chết.